# Fritz Kunst
Fritz Kunst (* 12. November 1899 in Greiz; † 13. Oktober 1979 in Jena) war ein deutscher Lokalpolitiker der SED. 

## Leben
Seit der Gründung 1919 war Fritz Kunst Mitglied der KPD und später Mitglied der Bezirksleitung Thüringen. Er wurde leitender Funktionär in der Arbeiter-Turn-und-Sportbewegung. Während des Nationalsozialismus war er im Widerstand tätig. Er wurde mehrfach verhaftet und war dem Terror der Gestapo ausgesetzt. 
Nach Kriegsende wurde er Kreisleiter der KPD (ab 1946 SED). 1948 wurde er mit Unterstützung der sowjetischen Kommandantur zum Oberbürgermeister seiner Heimatstadt Greiz gewählt. Von 1953 bis 1960 war er Oberbürgermeister der Stadt Jena. Wegen ihrer Unterstützung bei der Gründung des Sportclubs Motor Jena wurden Fritz Kunst und Hugo Schrade im Dezember 1954 als Ehrenmitglieder in den Club aufgenommen.

## Auszeichnungen und Ehrungen
- 1959 Orden Banner der Arbeit
- Am 12. November 1969 Verleihung der Ehrenbürgerschaft von Jena, aberkannt am 20. März 1991.
- Die nach ihm benannte Straße in Jena wurde inzwischen wieder umbenannt.
- 1975 Vaterländischer Verdienstorden in Silber